# František Mühlbauer
František Mühlbauer (11. února 1955 Tachov – 5. května 1967 Domažlice) byl český chlapec který spáchal v roce 1967 sebevraždu při neúspěšném pokusu překročit státní hranici do Západního Německa při útěku z Československa.

## Život
Narodil se v roce 1955 Františkovi a Johanně Mühlbauerovým, kteří uzavřeli manželství o devět let dříve. Měl dvě sestry, Marii a Janu. Jeho otec, původně zaměstnaný jako železničář, zemřel v roce 1961 a František tak žil pouze se svou matkou, pracující jako dělnice v tachovských dřevařských závodech, a se svými sourozenci. V prosinci 1966 navštívil Mühlbauer se svou matkou příbuzné v Západním Německu. Zřejmě kvůli pozitivnímu zážitku ze západu a problémům ve škole se se svým kamarádem rozhodl z Československa uprchnout.

## Pokus o útěk ze země a smrt
Dne 4. května 1967 se tak Mühlbauer se svým kamarádem rozhodl státní hranici překročit. Vybavil se přitom kromě potravin nebo mapou také dýkami a pistolemi patřícími jeho matce. Téhož dne utekli ze svých domovů a bylo po nich vyhlášení pátrání. Poblíž Pece pod Čerchovem, kde přespali v bytě Františkovy babičky, se pak druhý den ráno k hranici vydali. Chlapci byli zpozorováni místním dělníkem, který jejich přítomnost nahlásil příslušníkům Pohraniční stráže. Poté chodili v hraničním pásmu a hledali nejvhodnější místo k překročení hranice. Byli však zpozorování pohraničníkem, načež utekli do lesa a pokusili se spáchat sebevraždu. Františkův kamarád ve spěchu ztratil pistoli a k činu tak nemohl přistoupit, František nicméně před dopadením sebevraždu střelou do hlavy skutečně spáchal. Poté byl převezen do nemocnice v Domažlicích, kde ale byla i přes poskytnutou lékařskou pomoc konstatována jeho smrt.